# 神羅万象チョコ 一鬼火勢の章
神羅万象チョコ 一鬼火勢の章（しんらばんしょうチョコ いっきかせいのしょう）はバンダイ発売のおまけ付き駄菓子・ウエハースチョコレート。神羅万象チョコシリーズの第十一章。通称「一鬼（いっき）」。

## 解説
『神羅万象チョコ』シリーズの第十一章。通算42〜45作目。2015年4月6日に第1弾全36種類、8月10日に第2弾全39種類がバンダイより発売された。パッケージは各弾ともそれぞれ2種類ずつ。
カードの種類は従来の「クリスタルレア(CR)」、「シルバーレア(SR)」、「ノーマル(N)」に加えて、本章より新たに「ゴッドレア(GR)」が追加された。「一鬼」におけるカードのナンバリングは右上に「一鬼○○○」と記されている。また今回からパッケージイラストがカード化されナンバリングは「VI」となっている。
また今章では七天の覇者から開始されたコンビニ限定キャンペーンがなくなっている。

### 天水晶交換便サービス
今章より新しい要素として導入された。台紙のシリアルコードを入力することで天水晶が溜まっていく。集めた天水晶の数によって商品と交換できる。

#### 第1弾
2015年8月31日まで。
二天双極・鬼炎斬
「暁の天水晶」で交換できる限定カード。交換に必要な数は15個。
百花繚乱
「暁の天水晶」で交換できる限定カード。交換に必要な数は35個。
真城火牙刀 ゴッドレアver.
「暁の天水晶」で交換できる大祭来場特典カード。交換に必要な数は25個。
魔戦姫アスモディエス
「暁の天水晶」で交換できる設定原画。交換に必要な数は20個(2015年4月12日までの期間限定で必要な数は15個)。
アルフィーネ
「暁の天水晶」で交換できる設定原画。交換に必要な数は20個(2015年4月12日までの期間限定で必要な数は15個)。
続・超完璧大全
「暁の天水晶」で交換できる限定冊子。交換に必要な数は50個。
「神羅万象チョコ 完璧大全」に収録されなかった天地神明の章の第3弾、第4弾のカードリストをまとめた10ページの小冊子。

#### 第2弾
2016年1月11日まで。
ポラリスとカピバラさん
「黄昏の天水晶」で交換できる限定カード。交換に必要な数は15個。
光彩陸離
「黄昏の天水晶」で交換できる限定カード。交換に必要な数は35個。
劫火一閃
「黄昏の天水晶」で交換できる限定カード。交換に必要な数は25個。
聖姫アルマ
「黄昏の天水晶」で交換できる設定原画。交換に必要な数は20個。
光翼聖天キリコ
「黄昏の天水晶」で交換できる設定原画。交換に必要な数は20個。

#### 第3弾
2016年4月18日まで。
ヒカリと火牙刀
「宵闇の天水晶」で交換できる限定カード。交換に必要な数は20個。
天聖輝神ヒカリ
「宵闇の天水晶」で交換できる限定カード。交換に必要な数は35個。
調和神バランシール（王我羅旋の章）
「宵闇の天水晶」で交換できる設定原画。交換に必要な数は20個。
調和神バランシール（天地神明の章）
「宵闇の天水晶」で交換できる設定原画。交換に必要な数は20個。

### コラボレーションカード
アルフィーネ
第1弾 一鬼CO01 (GR)
神魔界の元魔王であるエルシーヴァに育てられた魔界の姫。後に神魔界統一を果たしたベリアールへと嫁ぎ、彼の第一后妃となる。
『第二章』に登場。
隠密部隊朧衆（おんみつぶたいおぼろしゅう）
第1弾 一鬼CO02 (SR)
聖龍族が誇る最強忍者軍団。その中でも、上忍ザンゲツと中忍のイザヨイは朧衆の中核を担う主要人物として知られている。
『第一章』に登場。
『パズル&ドラゴン』
光龍王サイガ（こうりゅうおうサイガ）
第1弾 一鬼CO03 (SR)
光龍の力に目覚めた聖龍族の若き王。2本の光牙七支刀と黄金に輝く鎧に身を包み、仲間達と共に魔王マステリオンを封印した。
『第一章』に登場。
神羅聖龍神サイガ（しんらせいりゅうしんサイガ）
第1弾 一鬼CO04 (GR)
調和神バランシールの力を受け、八大神羅神の1人として究極覚醒したサイガ。
『天地神明の章』に登場。
幻魔王アスモ・デウス（げんまおうアスモ・デウス）
第1弾 一鬼CO05 (GR)
魔戦姫アスモディエスが変幻術によって変化した姿。魔族「ラスト」を統べるま王であり、七魔王の1人としてソロモン大陸に君臨している。
『大魔王と八つの柱駒』に登場。
魔戦姫アスモディエス（ませんきアスモディエス）
第1弾 一鬼CO06 (SR)
幻魔王アスモ・デウスの真の姿。神魔界の王ベリアールとその第二后妃であるアスタロットの娘でもある。
『大魔王と八つの柱駒』に登場。
聖龍王サイガ（せいりゅうおうサイガ）
第2弾 一鬼CO08 (SR)
先代聖龍王の父が突如失踪したことにより、若くして聖龍族の王を継いだ青年。聖龍王の証である七支刀を手に、世界を混沌に陥れた謎に迫る。
『第一章』に登場。
炎鎚のキリコ（えんついのキリコ）
第2弾 一鬼CO09
学園都市耶馬都を支える四大貴族の1つ「南条院家」の令嬢。鳳凰学園朱雀組一号生の委員長として、主人公カイの世話を焼いている。
『ゼクスファクター』に登場。
光翼聖天キリコ（こうよくせいてんキリコ）
第2弾 一鬼CO10 (SR)
魂獣武装を会得してパワーアップしたキリコ。幻の光り輝く光翼を発現し、華麗にドレスアップして学園の危機に立ち向かう。
『ゼクスファクター』に登場。
万能の調和神バランシール（ばんのうのちょうわしんバランシール）
第3弾 一鬼CO11 (SR)
神羅世界の創造主にして、天界の神々の長。世界の調和を保ち管理する。全能にして唯一の存在。
『王我羅旋の章』に登場。
調和神バランシール（ちょうわしんバランシール）
第3弾 一鬼CO12
邪神帝の呪縛から逃れる代償として、魔力の大半を失い子供の姿になってしまったバランシール。
『天地神明の章』に登場。

ミスタードーナツ
7月22日より、ミスタードーナツにて「キッズセット」を購入すると入手できる。
鬼炎龍火牙人（きえんりゅうかがと）
MD01 (CR)
水晶天子ヒカリ（すいしょうてんしヒカリ）
MD02 (CR)

『カピバラさん』
アルマとカピバラさん(GR)
第2弾 一鬼CO07
ミドリの草原でなかまたちと一緒に暮らしているカピバラさんが神羅万象の世界にやってきた!アルマちゃんも可愛いカピバラさんが大好きだよ!
ポラリスとカピバラさん(SR)
第2弾 一鬼COSP
可愛いものが大好きなポラリスさんがカピバラさんの世界にやってきた。めずらしいお客さんにカピバラさんたちも楽しそうだよ!

## ラインナップ

### 第1弾
第1弾は2015年4月6日発売。全36種類。GRは5種類、CRは7種類、SRは12種類、Nは12種類。
- 一鬼VI1 風林火山(SR)
- 一鬼VI2 真幻対剣真(SR)
- 一鬼001 真城火牙刀(SR)
- 一鬼002 水晶天子ヒカリ(CR)
- 一鬼003 猛虎魔将真幻(CR)(GR)
- 一鬼004 飛龍聖将剣真(CR)(GR)
- 一鬼005 旋風の嵐丸(CR)
- 一鬼006 霜林の閑那(CR)
- 一鬼007 烈火の火牙刀(CR)
- 一鬼008 深山の岳人(CR)
- 一鬼009 武神軍赤母衣衆
- 一鬼010 武神軍足軽隊
- 一鬼011 爆忍の鬼見城
- 一鬼012 せっかち進助
- 一鬼013 一角の犀蔵(SR)
- 一鬼014 月輪の北兎(SR)
- 一鬼015 銃刀の牛若(SR)
- 一鬼016 枝角の鹿鳴(S)
- 一鬼017 龍上軍青母衣衆
- 一鬼018 龍上軍足軽隊
- 一鬼019 風忍の風巻
- 一鬼020 ゆっくり耕作
- 一鬼021 飛影の夕顔(SR)
- 一鬼022 宣教師・フランシーヌ(SR)
- 一鬼023 漂流者メリーアン
- 一鬼024 機甲技師カッツェ
- 一鬼025 火炎虎
- 一鬼026 氷結雀
- 一鬼CO01 アルフィーネ(GR)
- 一鬼CO02 隠密部隊朧衆(SR)
- 一鬼CO03 光王サイガ(SR)
- 一鬼CO04 神羅聖龍王サイガ(GR)
- 一鬼CO05 幻魔王アスモ・デウス(GR)
- 一鬼CO06 魔戦姫アスモディエス(SR)

### 第2弾
第2弾は2015年8月10日発売。全39種類。GRは3種類、CRは10種類、SRは11種類、Nは15種類。
- 一鬼VI3 鬼獣同盟(SR)
- 一鬼VI4 魔鋼同盟(SR)
- 一鬼027 鬼龍王真幻(CR)
- 一鬼028 龍上剣真(SR)
- 一鬼029 黒閃龍雷我(CR)
- 一鬼030 鬼炎龍火牙刀(CR)(GR)
- 一鬼031 伊達軍黒武者衆
- 一鬼032 氷忍の雪代
- 一鬼033 輝石狸
- 一鬼034 氷雪狼
- 一鬼035 天魔王アーサー(CR)(GR)
- 一鬼036 大魔導マーリン(CR)
- 一鬼037 円卓騎士ランスロット(CR)
- 一鬼038 円卓騎士パラメデス(SR)
- 一鬼039 円卓騎士モルドレッド(SR)
- 一鬼040 魔導士セイザーヴェルス
- 一鬼041 天魔騎士団アイアンナイツ
- 一鬼042 シェルグリフ
- 一鬼043 獅童王クレオ・パンドラ(CR)
- 一鬼044 神獣将アヌビス(CR)
- 一鬼045 聖獣将セベク(SR)
- 一鬼046 聖獣将タウレト(SR)
- 一鬼047 獅童兵団マミーウォリアー
- 一鬼048 吟遊詩人フォーリッジ
- 一鬼049 商人アンバール
- 一鬼050 サボッテルン
- 一鬼051 鉄機王ジルコニア(CR)
- 一鬼052 雷雲騎士アズライト(CR)
- 一鬼053 水嶺騎士アクアマリン(SR)
- 一鬼054 電光のトルマリン(SR)
- 一鬼055 鉄機機甲兵団アイゼンアイン
- 一鬼056 建築家ドボクザーク
- 一鬼057 メタルコアラ
- 一鬼CO07 アルマとカピバラさん(GR)
- 一鬼CO08 聖龍王サイガ(SR)
- 一鬼CO09 炎鎚のキリコ
- 一鬼CO10 光翼聖天キリコ(SR)

### 第3弾
第3弾は2015年12月14日発売。全33種類。GRは4種類、CRは6種類、SRは10種類、Nは13種類。
- 一鬼VI5 鉄機陥落(S)
- 一鬼VI6 獅童陥落(S)
- 一鬼058 クレオ・パンドラ(S)
- 一鬼059 勇星のメリーアン(S)
- 一鬼060 ジルコニア(S)
- 一鬼061 紫電のアメジスト(S)
- 一鬼062 円卓騎士ガウェイン(CR)
- 一鬼063 円卓騎士ガラハド(CR)
- 一鬼064 円卓騎士パーシバル(S)
- 一鬼065 円卓騎士アグラヴェイン(S)
- 一鬼066 魔導士グラサ
- 一鬼067 魔導士ニグラ
- 一鬼068 黒閃不動龍雷我(CR)
- 一鬼069 九陰旋忍夕顔(CR)
- 一鬼070 漁師鮫丸
- 一鬼071 見習い騎士エド
- 一鬼072 王宮書記官カモード
- 一鬼073 ブリードリヒ伯爵
- 一鬼074 虎猿蛇狗
- 一鬼075 ドラグホーク
- 一鬼076 リドルフィンクス
- 一鬼077 ギアギラス
- 一鬼078 聖焔の巫女カルナ
- 一鬼079 聖焔の巫女ヒビナ
- 一鬼080 聖天鬼炎龍火牙刀(CR)
- 一鬼081 天征天魔王アーサー(CR)
- 一鬼082 暗黒禍焉竜王モルドレッド(GR)
- 一鬼083 殺凛のセイザーヴェルス(S)
- 一鬼084 天聖輝神ヒカリ(GR)
- 一鬼085 神聖輝焔龍王火牙刀(GR)
- 一鬼EP 新世界統一(GR)
- 一鬼CO11 万能の調和神バランシール(S)
- 一鬼CO12 調和神バランシール

## 世界観
本章より新たな舞台となる「新世界」でストーリーが繰り広げられる。
「新世界」と呼ばれるその世界は、鬼人、魔人、獣人、鋼人と呼ばれる四種族が巨大な国を築き、新世界の覇権を争い戦っている。

### 四種族
鬼龍
鬼人が支配する鬼の国「鬼龍」。鬼人は頭部に角を持つ種族で、肉体強度と魔力を高いバランスで両立している。ここに住む種族は「鬼人」と呼ばれ、その中でも突出した英雄は賛美と畏敬の念を込めて「龍」と呼ばれる。
天魔
魔人が支配する魔の国「天魔」。魔人は天使や悪魔のような外見をもつ種族で、背中に翼を持つのが共通した特徴。人によっては角や尻尾を持つ者も多い。肉体強度は他部族にわずかに劣るが、それに余りある絶大な魔力を有している。
獅童
獣人が支配する獣の国「獅童」。獣人は獣のような外見を持つ種族で、尻尾を持つのが共通した特徴である。人によっては角を持つ者も多い。圧倒的な肉体強度を持つが、その分全体的に魔力が乏しい傾向がある。
鉄機
鋼人が支配する鋼の国「鉄機」。鋼人は金属の肉体を持つ機会生命体で、用途や環境に合わせて己の体をカスタマイズすることが可能である。他の種族とは比べ物にならないほどの高い科学力を持っている。

### 第1弾ストーリー
八大神羅神が創造した新世界。そこでは鬼人、魔人、獣人、鋼人の4種族が天下統一の覇権を争い戦っていた。そのうちの1つ、鬼人の国鬼龍は鬼龍西南を支配する武神家と鬼龍東北を支配する龍上家による戦いが続いていた。武神四天王風林火山の1人である少年真城火牙刀は修行中の山の中で1人の少女と出会う。彼女こそ新世界を見守る唯一の神水晶天子ヒカリであった。ヒカリと友達になった火牙刀は彼女の戦乱の世を憂う言葉を聞き、平和への想いを強くした。そして遂に龍上家との最終決戦の時がきた。風林火山は龍上四天王とそれぞれ1対1で戦い、これに勝利する。しかしその隙に龍上家頭主龍上剣真は武上家頭首武神真幻と戦っていた。真幻が倒されようとする中、風林火山が割ってはいるが、龍上四天王との戦いで消耗していた彼らは火牙刀を残して倒れてしまう。しかし火牙刀だけはヒカリとの約束を守るためにひたすら戦い続け、遂に剣真を倒した。その後龍上家は武神家の軍門に降り、鬼龍は武神真幻の名の下に統一を果たした。

### 第2弾ストーリー
武神真幻が鬼龍統一を果たし鬼龍王となった日、武神家と龍上家ではささやかな宴が行われていた。その宴に突如来客が訪れる。それは魔人の国天魔からの使者であり、その中には最強の騎士団といわれる円卓騎士のメンバーが3人もいた。彼らは天魔王アーサーから同盟申し入れの書状を渡すが、その内容は同盟とは名ばかりの降伏勧告であった。これに腹を立てた龍上四天王は円卓騎士に襲いかかり、なし崩れ的に鬼龍と天魔の戦いが始まる。数で勝る鬼龍は先の戦いの傷がまだ癒えておらず、劣勢を強いられるが、助太刀として現れた黒閃龍雷我の力を借り、何とか天魔軍を退却させることに成功した。その後、鬼龍と天魔の小規模な戦いが続く小康状態が続いた。そんな中、天魔と敵対関係にある獣人の国獅童から対等条件の同盟を持ちかけられ、真幻もこれを受けた。さらに戦乱を長引かせることを目的とする鋼人の国鉄機は天魔と同盟を結ぶ。鉄機の目的を知った鬼龍は獅童と協力して鉄機を攻め落とすことにする。鬼龍にスパイに来ていた鋼人の少女トルマリンの協力を得て風林火山と獅童三獣将は鉄機への潜入に成功。侵入者発覚による混乱と天魔からの援軍による混戦状態となる中、火牙刀達は鉄機王ジルコニアを倒し、鉄機を降伏させた。

### 第3弾ストーリー
鬼獣同盟が鉄機を降伏させた頃、天魔も全軍を獅童へと進軍する。素早い進軍に獅童兵団は壊滅し、残った三獣将は天魔騎士団に壊滅的なダメージを与え獅童王クレオ・パンドラを逃がすものの円卓騎士とアーサー王に敗れ、獅童は陥落する。かろうじて逃亡したクレオ・パンドラは援軍として駆けつけた火牙刀に保護され鬼龍に連れ帰られる。その数日後、鬼龍王真幻のもとに天魔からの挑戦状が届き、両国の決戦の地は天魔東方の荒野地帯赤牙原が指定された。鬼龍は武神四天王「風林火山」に新たに「陰」の夕顔と「雷」の雷我を迎えた鬼龍六臣将を任命して準備する中、天魔の円卓騎士アグラヴェインが、かつては野心的であったもののマーリンが来て以来甘さが目立つようになったアーサー王に不満を募らせ、モルドレッドを擁立し謀反を企てることに。そして火牙刀は真幻からの任務で鬼龍に古くから伝わる神刀火焔七支刀を手に入れるため試練に旅立つ。そして赤牙原の戦いが始まった。激戦の中、敗走中のランスロットや、火焔七支刀を手に入れ戦場に戻ってきた火牙刀と戦っていた円卓騎士ガウェインがモルドレッドに襲われ、アーサー王も鬼龍本陣に乗り込み真幻と剣真を倒したところでモルドレッドに襲われ神聖剣エクス・カリバーンは奪われる。そしてモルドレッドはエクス・カリバーンの真の力を解放し魔神として超神化、その圧倒的な力で天魔と鬼龍、そして助太刀に現れた火牙刀さえも打ち倒す。しかし、ヒカリの助言を受けて火焔七支刀と一体化し鬼神として超神化を遂げた火牙刀が再び戦いを挑み、激戦の末モルドレッドを打倒し、新世界は鬼龍のもとに天下統一された。

## 登場キャラクター

### 主要人物
真城火牙刀（しんじょうかがと）
声 - 木村良平
第1弾 一鬼001 (SR)
POWER：10
名前：真城火牙刀<男>
種族：鬼人<武神家武将>
属性：火
武器：鬼龍刀・虎鉄
友人：水晶天子ヒカリ
特技：鬼炎斬
本章における主人公。武神家に仕える少年。戦で親兄弟を失い、戦災孤児として彷徨っているところを武神真幻に拾われた。大恩ある真幻が新世界の王となり、争いのない平和な世の中を築く日を夢見ている。
最初は小姓として仕えており、真幻の天下取りに己の力を役立てるため、武士を志すようになった。姓を持たなかった火牙刀は、15歳の元服を迎えた際に真幻から「真城」の姓を与えられた。
烈火の火牙刀（れっかのかがと）
第1弾 一鬼007 (CR)
POWER：12
名前：真城火牙刀<男>
種族：鬼人<武神家武将>
属性：火
武器：鬼龍刀・虎鉄
主人：猛虎魔将真幻
特技：二天双極・鬼炎斬
武神家四天王「風林火山」の1人。「火」の称号を持つ二刀流剣士で、武神家最高の攻撃力を誇っている。個としての武を極めるために修行の日々を送り、今では真幻の懐刀とまで呼ばれている。戦闘スタイルは龍上家のものに近い。
鬼炎龍火牙刀（きえんりゅうかがと）
第2弾 一鬼030 (CR)(GR)
POWER：13
名前：真城火牙刀<男>
種族：鬼人<武神家武将>
属性：火
武器：十字槍・火龍十文字
師匠：龍上剣真
特技：劫火一閃
鬼龍最強の武人である剣真を打ち倒したことで新たに龍の名を与えられた。剣真に弟子入りし、昼夜問わず彼女の教えを受けている。新しい鎧は真幻が若い頃に使用していた鎧を素材としてもので本人は気に入っているが、剣真には不評。
聖天鬼炎龍火牙刀（せいてんきえんりゅうかがと）
第3弾 一鬼080 (CR)
POWER：15
名前：真城火牙刀<男>
種族：鬼人<武神家武将>
属性：火
武器：神刀・火焔七支刀
敵対：天魔
特技：鬼炎双龍斬
カムイコタンとニライカナイの試練に打ち勝ち、二刀一対の御神刀「火焔七支刀」の主として認められた火牙刀。武術の師である剣真から免許皆伝を受け、鬼龍最強の龍として戦場に立つ。兜は視界を狭め死角を作るという剣真の持論により没収された。
神聖輝焔龍王火牙刀（しんせいきえんりゅうおうかがと）
第3弾 一鬼085 (GR)
POWER：20
名前：真城火牙刀<男>
種族：鬼神
属性：光、火
武器：火焔創生剣
対決：暗黒禍焉竜王モルドレッド
特技：神聖輝焔斬
火焔七支刀と一体化し、超進化を果たした火牙刀。燃え盛る二匹の焔龍引き連れ、胸元には「風林火山陰雷」6人の魔力を宿した六紋閃が光り輝く。

水晶天子ヒカリ（すいしょうてんしヒカリ）
声 - 茅野愛衣
第1弾 一鬼002 (CR)
POWER：?
名前：ヒカリ<女>
種族：神
属性：万能
神宝：神聖のオーブ
友人：真城火牙刀
特技：光輝・天照輪
本章におけるヒロイン。天空大陸にある「水晶の塔」に住む謎の少女。その正体は、新世界を管理する唯一の神である。争い事が嫌いで現在の戦乱の世を憂えている。すさまじい神力の持ち主だが、自然や環境の管理が主な役目で人類や知的生命体の生活に干渉することは禁じられている。無機質で殺風景な水晶の塔が好きではなく、ちょくちょくお忍びで地上に降臨して動物達と戯れており、その中で火牙刀と出会う。
天聖輝神ヒカリ（てんせいきしんヒカリ）
第3弾 一鬼084 (GR)
POWER：?
名前：ヒカリ<女>
種族：神
属性：万能
神宝：神聖宝杖・光輝天星
神託：神聖輝焔龍王火牙刀
特技：光輝・天照輪
新世界の神として真の姿を現したヒカリ。神々の宝具である「エクス・カリバーン」がもたらした混乱を収めるため、火牙刀に火焔七支刀の真価を発揮するためのヒントを与える。

### 鬼龍
猛虎魔将真幻（もうこましょうしんげん）
第1弾 一鬼005 (CR)(GR)
POWER：13
名前：武神真幻<男>
種族：鬼人<武神家頭首>
属性：闇、火
武器：軍配・鬼虎
敵対：龍上聖将剣真
特技：虎王斬
龍腹の地「甲」を治める武神家の頭首。鬼龍二大巨頭の1人と呼ばれ、鬼龍の西半分を支配下に置いている。鬼龍統一と鬼龍王の座を争い、龍上剣真と戦い続けている。真幻は軍略家で、個人の戦闘力より集団における戦術を最も重視している。病弱な妻がいたが子供を産む前に他界。後妻や側室もおらず、後継者がいないため、火牙刀を自分の後継者にしようと考えている。
鬼龍王真幻（きりゅうおうしんげん）
第2弾 一鬼027 (CR)
POWER：14
名前：武神真幻<男>
種族：鬼人<鬼龍王>
属性：闇、火
武器：軍配・鬼虎
統治：鬼龍
特技：虎王斬
龍上剣真を打ち倒し、鬼龍を統一した鬼龍王。戦の前線から退き、現場の指揮権を火牙刀に譲った。

飛龍聖将剣真（ひりゅうせいしょうけんしん）
第1弾 一鬼004 (CR)(GR)
POWER：14
名前：龍上剣真<女>
種族：鬼人<龍上家頭首>
属性：光、水
武器：霊刀・毘沙門天
敵対：猛虎魔将真幻
特技：氷龍閃
龍背の地「越」を治める龍上家の頭首。鬼龍二大巨頭の1人と呼ばれ、鬼龍の東半分を支配下に置いている。鬼龍統一と鬼龍王の座を争い、武神真幻と戦い続けている。鬼龍最強の武人と呼ばれ、1対1で彼女に勝てる者は鬼龍国内に存在しないと言われている。剣真は「剣神」とも評され、その剣技は正に人知を超越した神技として崇められている。火牙刀を気に入り、ことあるごとに龍上家に勧誘している。
龍上剣真（りゅうじょうけんしん）
第2弾 一鬼028 (CR)
POWER：10
名前：龍上剣真<女>
種族：鬼人<龍上家頭首>
属性：光、氷
武器：霊刀・毘沙門天
弟子：鬼炎龍火牙刀
特技：氷龍閃
武神家との戦いでの傷を療養中の剣真。火牙刀の師匠となり、彼の館に住み込み、昼夜問わず鍛えている。火牙刀を教えるようになって毎日が楽しくて仕方ないらしく、まわりからも女性らしくなったと言われている。

旋風の嵐丸（せんぷうのらんまる）
声 - 小野大輔
第1弾 一鬼005 (CR)
POWER：12
名前：風祭嵐丸<男>
種族：鬼人<武神家武将>
属性：風
武器：風塵の巻物
主人：猛虎魔将真幻
特技：旋風衝
武神家四天王「風林火山」の1人。（後の鬼龍六臣将「風林火山陰雷」）「風」の称号を持つ瞬足戦士で、武神家最高の速度を誇っている。忍びの里出身の元忍者で、超高等忍術を操ることができる。
霜林の閑那（そうりんのしずな）
第1弾 一鬼006 (CR)
POWER：12
名前：菱永閑那<女>
種族：鬼人<武神家武将>
属性：水、木
武器：霊樹の宝玉
主人：猛虎魔将真幻
特技：樹影葬
武神家四天王「風林火山」の1人。「林」の称号を持つ魔導軍師で、武神家最高の知識を誇っている。普段は軍の後方で軍師として活躍するが、魔導士としても高い実力を備えている。
深山の岳人（しんざんのがくと）
第1弾 一鬼008 (CR)
POWER：12
名前：藤山岳人<男>
種族：鬼人<武神家武将>
属性：金、土
武器：金剛棍・鉄山
主人：猛虎魔将真幻
特技：震撃砕
武神家四天王「風林火山」の1人。「山」の称号を持つ重戦士で、武神家最高の防御力を誇っている。念動力の使い手でもあり、手を触れずに物を操ったり敵を金縛りにすることができる。
飛影の夕顔（とびかげのゆうがお）
第1弾 一鬼021 (SR)
POWER：11
名前：嘉刀断蔵<女>
種族：鬼人<忍者>
属性：闇、木、風
興味：真城火牙刀
特技：幻影魔隴剣
夕顔を名乗る正体不明の女忍者。武神真幻と龍上剣真の両方に仕えている二重スパイである。火牙刀に強い興味を持っているらしく、彼の周囲を徘徊している。嘉刀断蔵の名は伝説の超忍者として広く知られているが、その正体は誰も知らない。夕顔はその縁者とも弟子とも言われているが関係は不明。一人称は「ボク」。
九陰旋忍夕顔（くいんせんにんゆうがお）
第3弾 一鬼069 (CR)
POWER：13
名前：四代目嘉刀断蔵・御影夕顔<女>
種族：鬼人<忍者>
属性：闇、光、氷
武器：退魔刀・陰魔羅鬼
仲間：聖天鬼炎龍火牙刀
特技：百鬼夜行剣・旋変卍華
鬼龍六臣将「風林火山陰雷」の1人として、鬼龍王から「陰」の称号を得た夕顔。伝説の超忍者「嘉刀断蔵」の四代目継承者である。火牙刀の説得を受けて、合戦の表舞台に立つ決意を固める。普段は人に害をなす妖怪変化を退治して回る退魔忍として活躍している。

黒閃龍雷我（こくせんりゅうらいが）
第2弾 一鬼029 (CR)
POWER：13
名前：伊達雷我<男>
種族：鬼人<伊達家頭首>
属性：火、風、雷
武器：鬼銃・雷斗仁倶
仲間：鬼炎龍火牙刀
特技：黒龍乱舞
龍喉の地「奥」を治める伊達家の頭首。「龍」の名を称されるほどの武人で、高い戦闘力を有している。非常に野心家で、真幻に忠誠を誓いつつも、己の手による新世界制覇を夢見ている。剣真を倒して「龍」の称号を得た火牙刀に強い対抗心を燃やしている。
黒閃不動龍雷我（こくせんふどうりゅうらいが）
第3弾 一鬼068 (CR)
POWER：14
名前：伊達雷我<男>
種族：鬼人<伊達家頭首>
属性：火、風、雷
武器：霊刀・帝釈天
仲間：聖天鬼炎龍火牙刀
特技：雷龍閃
鬼龍六臣将「風林火山陰雷」の1人として、鬼龍王から「雷」の称号を得た雷我。眼帯の下に隠された龍玉義眼の魔力を解放し、雷神の魔力を帯びた「霊刀・帝釈天」を抜刀する。雷我の義眼として右目に埋め込まれた龍玉石は、徳と霊格の高い龍の体内からのみ採取できる超稀少品である。

武神軍赤母衣衆（たけがみぐんあかほろしゅう）
第1弾 一鬼009
POWER：8
名前：武神軍赤母衣衆
種族：鬼人<武神家武士>
武器：三叉槍・甲虎槍
主人：猛虎魔将真幻
特技：薙ぎ払い
武神家の精鋭武士が所属する騎馬兵団。
武神軍足軽隊（たけがみぐんあしがるたい）
第1弾 一鬼010
POWER：5
名前：武神軍足軽隊
種族：鬼人<武神家足軽>
武器：数打刀・甲虎牙
主人：猛虎魔将真幻
特技：熱波の陣
武神家の下級武士団。
爆忍の鬼見城（ばくにんのきみしろ）
第1弾 一鬼011
POWER：6
名前：鬼見城<男>
種族：鬼人<武神家忍者>
属性：火
武器：炸裂弾
主人：猛虎魔将真幻
特技：爆炎乱れ花火
爆薬、火薬の取扱いに優れた武神家の忍者。
せっかち進助（せっかちしんすけ）
第1弾 一鬼012
POWER：2
名前：進助<男>
種族：鬼人<武神領飛脚>
属性：土
領主：猛虎魔将真幻
特技：カリスマ伝達イリュージョン
武神家の領地に住むカリスマ飛脚。
一角の犀蔵（いっかくのさいぞう）
第1弾 一鬼013 (SR)
POWER：12
名前：直江犀蔵<男>
種族：鬼人<龍上家武将>
属性：木、金
武器：大包丁・砕波
対決：烈火の火牙刀
特技：岩斬兜割り
龍上四天王と呼ばれる荒武者の1人。脅威の腕力と鉄壁の守りを併せ持つパワーファイターで、純粋な武力は四天王一と言われている。四天王のリーダー的な存在で、仲間からの信頼も厚い。
月輪の北兎（がちりんのほくと）
第1弾 一鬼014 (SR)
POWER：12
名前：宇佐美北兎<男>
種族：鬼人<龍上家武将>
属性：土、氷
武器：錫杖鎌・月見酒
対決：深山の岳人
特技：玉兎瞬転斬
龍上四天王と呼ばれる荒武者の1人。呪術と陰陽術を使う魔導戦士で、敵を幻覚しつつ戦う。龍上武士としては珍しい戦闘スタイルを持ち、敵と正面から戦うことを避ける傾向が強い。
銃刀の牛若（じゅうとうのうしわか）
第1弾 一鬼015 (SR)
POWER：12
名前：甘粕牛若<男>
種族：鬼人<龍上家武将>
属性：水、木
武器：火縄銃刀・牛鬼
対決：旋風の嵐丸
特技：弾刀乱撃
龍上四天王と呼ばれる荒武者の1人。四天王の中では最も若く、鋼の国「鉄機」より伝わった舶来の武器を好んで使っている。非常に身軽で、対術を駆使したアクロバット戦闘を得意としている。
枝角の鹿鳴（えだづののろくめい）
第1弾 一鬼016 (SR)
POWER：12
名前：柿崎鹿鳴<男>
種族：鬼人<龍上家武将>
属性：土、氷
武器：鬼龍刀・角断ち
対決：霜林の閑那
特技：剣走突撃
龍上四天王と呼ばれる荒武者の1人。正統剣術を得意とし、その剣技は四天王一と噂されている。隙のない構えから放たれる剣は音速を超え、衝撃波による遠距離攻撃をも可能にしている。
龍上軍青母衣衆（りゅうじょうぐんあおほろしゅう）
第1弾 一鬼017
POWER：8
名前：龍上軍青母衣衆
種族：鬼人<龍上家武士>
武器：三叉槍・初霜
主人：飛龍聖将剣真
特技：乱れ突き
龍上家の精鋭武士が所属する騎馬兵団。
龍上軍足軽隊（りゅうじょうぐんあしがるたい）
第1弾 一鬼018
POWER：5
名前：龍上軍足軽隊
種族：鬼人<龍上家足軽>
武器： 一本槍・氷柱
主人：飛龍聖将剣真
特技：寒波の陣
龍上家の下級武士軍団。
風忍の風巻（かぜにんのしまき）
第1弾 一鬼019
POWER：6
名前：風巻<男>
種族：鬼人<龍上家忍者>
属性：風
武器：忍者刀・霞
主人：飛龍聖将剣真
特技：双刀瞬撃
隠密行動に優れた龍上家忍者。
ゆっくり耕作（ゆっくりこうすけ）
第1弾 一鬼020
POWER：2
名前：耕作<男>
種族：鬼人<龍上領農民>
属性：土
領主：飛龍聖将剣真
特技：リスマ田植えイリュージョン
龍上家の領地に住むカリスマ農民。
聖焔の巫女カルナ（せいえんのみこカルナ）
第3弾 一鬼078
POWER：9
名前：カルナ<女>
種族：鬼人<巫女>
属性：光、火
道具：聖焔の杖
特技：北斗火焔陣
鬼龍最北の地「カムイコタン」の巫女。二刀一対の御神刀の片割れである「火焔七支刀・北斗星」を守護している。御神刀を求めてきた火牙刀に神の試練を与える。カルナとヒビナは幼い少女に見えるが、実は火牙刀よりも年上。
聖焔の巫女ヒビナ（せいえんのみこヒビナ）
第3弾 一鬼079
POWER：9
名前：ヒビナ<女>
種族：鬼人<巫女>
属性：光、火
道具：聖焔の杖
特技：南斗火焔陣
鬼龍最北の地「ニライカナイ」の巫女。二刀一対の御神刀の片割れである「火焔七支刀・南斗星」を守護している。御神刀を求めてきた火牙刀に神の試練を与える。

### 天魔
天魔王アーサー（てんまおうアーサー）
第2弾 一鬼035 (CR)(GR)
POWER：15
名前：アーサー・グリフィス<男>
種族：魔人<天魔王>
属性：光、土、雷
武器：神聖剣エクス・カリバーン
統治：天魔
特技：ライトニング・ペンドラゴン
魔の国「天魔」を統べる魔人の王。「騎士王」の異名を持つ新世界最強の騎士で、一代にして裸一貫から新世界最大勢力の天魔統一を成し遂げた大英傑である。圧倒的な力を手に、新世界制覇に王手をかける。
天征天魔王アーサー（てんせいてんまおうアーサー）
第3弾 一鬼081 (CR)
POWER：16
名前：アーサー・グリフィス<男>
種族：魔人<天魔王>
属性：光、土、雷
武器：神聖剣エクス・カリバーン
対決：鬼龍王真幻、飛龍聖将剣真
特技：ライトニング・ペンドラゴン
かつてない強敵達を」前に、隠された真の実力を発揮したアーサー王。逆立つ乱れ髪は荒々しくはためき、体から吹き出す強大な闘気は頑強な鎧を内側から木っ端微塵に砕き去る。

大魔導マーリン（だいまどうマーリン）
第2弾 一鬼036 (CR)
POWER：14
名前：マーリン・アムプロシアー<女>
種族：魔人<大魔導>
属性：光、闇、木
武器：聖杖ユグドラシルロッド
主人：天魔王アーサー
特技：シャイニング&ザ・ダークネス
魔の国「天魔」の副王にして、新世界最高の魔導士。400年近く生き続けている不老長寿の魔女で、その叡智から「大賢者」とも呼ばれている。一時は隠遁していたが、アーサー王の器量に惚れ込み彼の手助けをしている。
円卓騎士ランスロット（えんたくきしランスロット）
第2弾 一鬼037 (CR)
POWER：13
名前：ランスロット・デュラックス<男>
種族：魔人<円卓騎士>
属性：光、水、風
武器：聖剣アロンダイト
主人：天魔王アーサー
特技：シャイニング・セイバー・ストリーム
アーサー王直属の至高騎士団「円卓騎士」の1人。若輩でありながら、その武勇は円卓騎士の中でもトップクラスに位置してる。騎士道精神に溢れる公明正大な人柄で、他国からの人気も高い。
円卓騎士パラメデス（えんたくきしパラメデス）
第2弾 一鬼038 (SR)
POWER：12
名前：パラメデス・デステール<女>
種族：魔人<円卓騎士>
属性：闇、金
武器：機槍スパイラルランス
主人：天魔王アーサー
特技：ドリル・ランス・ストライク
アーサー王直属の至高騎士団「円卓騎士」の1人。天魔南方の異境出身で、円卓騎士の中でも異彩を放っている。騎士からは逸脱した態度や言動が目立つが、陽気で人懐っこい性格のため敵は少ない。
円卓騎士ガウェイン（えんたくきしガウェイン）
第3弾 一鬼062 (CR)
POWER：15
名前：ガウェイン・グラスター<男>
種族：魔人<円卓騎士>
属性：光、金、土
武器：聖剣ガラティーン
主人：天魔王アーサー
特技：ヘブンズライト・オウレオール
円卓騎士の1人。清廉潔白にして剛毅果断。その武勇は円卓騎士最強との呼び声も高く、円卓騎士のリーダー的存在としてアーサー王から絶対の信頼を得ている。ガラティーンは天魔三大聖剣の1つで、ガラスのように透き通った刀身を持つ美しい剣。ガウェイン、ガラハド、パーシバルの3人は、アーサー王の勅命で「聖杯探索」の旅に出ていたが新世界統一の最終決戦に向けて天魔に呼び戻された。
円卓騎士ガラハド（えんたくきしガラハド）
第3弾 一鬼063 (CR)
POWER：14
名前：ガラハド・グラキエス<男>
種族：魔人<円卓騎士>
属性：雷、風、氷
武器：氷魔剣アイスロード
主人：天魔王アーサー
特技：ダイヤモンド・ブラスト・コキュートス
円卓騎士の1人。ガウェインに次ぐ地位と実力を持ち、アーサー王に最も将来を期待されている。殺気漂う眼付きをしているが、正義を愛する純真で心優しい内面を持っている。
円卓騎士パーシバル（えんたくきしパーシバル）
第3弾 一鬼064 (SR)
POWER：13
名前：パーシバル・ディンドラン<女>
種族：魔人<円卓騎士>
属性：水、木、風
武器：風魔槍マリアドール
主人：天魔王アーサー
特技：ゲイル・ランサー・シルフィード
円卓騎士の1人。人見知りが激しく、慣れない相手には高飛車な態度に出ることが多い。素直になれない性格だが、一度心を許した相手には優しく接し、対応も非常に甘くなる。
円卓騎士アグラヴェイン（えんたくきしアグラヴェイン）
第3弾 一鬼065 (SR)
POWER：12
名前：アグラヴェイン・ブラッドリー<男>
種族：魔人<円卓騎士>
属性：闇、木、土
武器：円月槍ムーンメイジ
反逆：天魔王アーサー
特技：ダークムーン・デスクラウド
円卓騎士の1人。かつては覇道を突き進むアーサー王の野心に深く心酔していた。しかし、戦いを楽しむことを優先して戦争の勝敗を二の次に考える彼に幻滅し、遂には反逆を志すに至る。
円卓騎士モルドレッド（えんたくきしモルドレッド）
第2弾 一鬼039 (SR)
POWER：13
名前：モルドレッド・メドラウト<男>
種族：魔人<円卓騎士>
属性：闇、土
武器：暗黒剣ギルティギガース
主人：天魔王アーサー
特技：グラビティ・ブラスト
アーサー王直属の至高騎士団「円卓騎士」の1人。激しい気性で凶暴な言動が目立つが、頭脳派で計算高い。野心家で、いずれアーサー王から天魔王の座を奪い取ることを夢見ている。
暗黒禍焉竜王モルドレッド（あんこくかえんりゅうおうモルドレッド）
第3弾 一鬼082 (GR)
POWER：20
名前：モルドレッド・メドラウト<男>
種族：魔神
属性：闇、土
武器：暗黒剣ギルティギガース・インフェルノ
対決：神聖輝焔龍王非牙刀
特技：カオスディメンション・ゼロ
アーサー王を倒し、神聖剣エクス・カリバーンを奪取した反逆のモルドレッド。神聖剣を体内に取り込んで一体化した狂乱の貴公子は、己の中に眠る凶暴な力を具現化させ、超神化を果たした。

宣教師・フランシーヌ（せんきょうし・フランシーヌ）
第1弾 一鬼022(SR)
POWER：10
名前：フランシーヌ・ザベリオ<女>
種族：魔人<宣教師>
属性：光
特技：グローリー・スター
天魔から鬼龍に神の教えを伝えるために来た少女。実は鬼龍の内情を探るためのスパイ。治癒魔法が得意で彼女の教会は病院としても活躍している。貴族出身で本国では高い身分と地位を持っている。
魔導士セイザーヴェルズ（まどうしセイザーヴェルズ）
第2弾 一鬼040
POWER：9
名前：セイザーヴェルス・ブラッドリー<女>
種族：魔人<魔導士>
属性：水、氷
上司：円卓騎士モルドレッド
特技：アイス・コフィン
モルドレッドの副官を務める魔導士の少女。頭の回転が早くモルドレッドから絶対の信頼を勝ち得ている。父は円卓騎士の一員でモルドレッドを高く評価している。
刹凛のセイザーヴェルズ（せつりんのセイザーヴェルズ）
第3弾 一鬼083 (SR)
POWER：11
名前：セイザーヴェルス・ブラッドリー<女>
種族：魔人<魔導士>
属性：水、氷
武器：魔導槍ブラッド・ランス
主人：暗黒禍焉竜王モルドレッド
特技：アイスエイジ・ディザスター
戦闘装束に身を包んだセイザーヴェルス。アグラヴェインの1人娘。

天魔騎士団アイアンナイツ（てんまきしだんアイアンナイツ）
第2弾 一鬼041
POWER：9
名前：天魔騎士団アイアンナイツ
種族：魔人<騎士>
武器：戦鎚メイルクラッシュ
主人：天魔王アーサー
特技：ハンマー・ストライク
アーサー王に仕える魔人の精鋭騎士団。

### 獅童
獅童王クレオ・パンドラ（しどうおうクレオ・パンドラ）
第2弾 一鬼043 (CR)
POWER：13
名前：クレオ・パンドラ・ファラオーム<女>
種族：獣人<獅童王>
属性：闇、土、風
武器：聖杖アメンロッド
統治：獅童
特技：アメン・エフィアルティス
獣の国「獅童」を統べる獣人の王。先代獅童王の急死により、幼くして王位を継ぐことになった先王の一人娘である。獅童三獣将に支えられ、亡き父の意思を継いで新世界制覇に名乗りを上げる。
クレオ・パンドラ
第3弾 一鬼058 (SR)
POWER：10
名前：クレオ・パンドラ・ファラオーム<女>
種族：獣人<獅童王>
属性：闇、土、風
宝物：宝石アイルーロス・アステール
統治：獅童
特技：エギエネス・アポズラシィ
天魔の襲撃により陥落した獅童の王。三獣将の獅子奮迅の活躍により、命辛々で逃げ出すことに成功した。鬼龍に亡命を果たし、捕われた三獣将の救出と獅童の復興を心に誓う。

神獣将アヌビス（しんじゅうしょうアヌビス）
第2弾 一鬼044 (CR)
POWER：15
名前：アヌビス・メルクリアー<男>
種族：獣人<将軍>
属性：闇、火、土
武器：神杖ケリュケイオン
主人：獅童王クレオ・パンドラ
特技：エグリマティアス・ネクロタフィオ
獅童三獣将のリーダー。ジャッカルの獣人で、心技体を極めた獅童最強の勇者としてその名を新世界全域に轟かせている。深遠な知恵と知識で魔導にも通じ、クレオ・パンドラからの信頼も厚い。
聖獣将セベク（せいじゅうしょうセベク）
第2弾 一鬼045 (SR)
POWER：12
名前：セベク・クローダイン<男>
種族：獣人<将軍>
属性：水、金
武器：聖剣ナイルソード
主人：獅童王クレオ・パンドラ
特技：アベルビスィア・ピラミッド
獅童三獣将の1人。ワニの獣人で、鋼鉄のような硬い皮膚と鱗に覆われた体を持っている。巨大な2本の剣による猛攻は凄まじく、異国からは「デザートハリケーン」の異名で知られている。
聖獣将タウレト（せいじゅうしょうタウレト）
第2弾 一鬼046 (S)
POWER：12
名前;タウレト・ヒポポティア<女>
種族：獣人<将軍>
属性：水、土
武器：聖槍ナイルスピア
主人：獅童王クレオ・パンドラ
特技：オフサルマパティ・オベリスク
獅童三獣将の1人。カバの獣人で、高い持久力と巨体に似合わぬ瞬発力を兼ね備えている。流麗にして優雅な槍さばきから異国からは「デザートビーナス」の異名で知られている。
漂流者メリーアン（ひょうりゅうしゃメリーアン）
第1弾 一鬼023
POWER：9
名前：メリーアン・アリエース<女>
種族：獣人<漂流者>
属性：木
特技：ドリフト・チャージ
海難事故で鬼龍に流れ着いた少女。海岸に小屋を作りサバイバルを楽しんでいる。催眠術が得意でどんな不眠症も治せる。実は鬼龍の内情を探るためのスパイ。同盟の使者として火牙刀達の前に現れる。
勇星のメリーアン（ゆうせいのメリーアン）
第3弾 一鬼059 (SR)
POWER：11
名前：メリーアン・アリエース<女>
種族：獣人<聖戦士>
属性：木
武器：斧槍ワンダー・ネイチャー
救出：クレオ・パンドラ
特技：コメット・ストライク
獅童の大平原で自然と動物を守る聖戦士。気候と地形を利用した戦闘術は特殊を極め、彼女のテリトリーに引き込まれたら無事に逃れることは極めて難しい。メリーアンは、かつてファラオーム家の獅童統一に最後まで抵抗した戦闘民族の生き残り。

獅童兵団マミーウォリアー（しどうへいだんマミーウォリアー）
第2弾 一鬼047
POWER：8
名前：獅童兵団マミーウォリアー
種族：獣人<兵士>
武器：戦槍デザートランス
主人：獅童王クレオ・パンドラ
特技：ミイラ・ドロップ
ファラオーム王家に仕える獣人の歩兵団。
吟遊詩人フォーリッジ（ぎんゆうしじんフォーリッジ）
第2弾 一鬼048
POWER：2
名前：フォーリッジ<男>
種族：獣人<吟遊詩人>
属性：光
武器：弦楽器ムーンアニマ
特技：レクイエム・ティアラ
獅童の砂漠地帯を漫遊する流浪の旅人。その唄は獅童でも有名。
商人アンバール（しょうにんアンバール）
第2弾 一鬼049
POWER：2
名前：アンバール<男>
種族：獣人<商人>
属性：風
武器：商魂ターバン
特技：カリスマセールストーク
獅童の砂漠地帯を漫遊する流浪の商人。

### 鉄機
鉄機王ジルコニア（てっきおうジルコニア）
第2弾 一鬼051 (CR)
POWER：15
名前：ジルコニア<男>
種族：鋼人<鉄機王>
属性：金、土、雷
武器：機甲衛星ヘカトンケイル
統治：鉄機
特技：ゼウス・ハンマー
鋼の国「鉄機」を統べる鋼人の王。新世界の覇権に興味は無く、文明の進化のみに注目している。戦乱こそが文明の進化を促進させると信じており、戦乱が長引くように裏で暗躍している。
ジルコニア
第3弾 一鬼060 (SR)
POWER：10
名前：ジルコニア<男>
種族：鋼人<鉄機王>
属性：金、土、雷
武器：王錫ゼウス・ロッド
統治：鉄機
特技：ゼウス・ビーム
鬼獣同盟の奇襲によって陥落した鉄機の王。己を敗った火牙刀に心服し、鉄機の完全降伏を宣言。新世界統一戦から撤退し、戦いの行く末を静かに見守る。

雷雲騎士アズライト（らいうんきしアズライト）
第2弾 一鬼052 (CR)
POWER：15
名前：アズライト<男>
種族：鋼人<機甲騎士>
属性：金、風、雷
武器：光槍スターランサー
主人：鉄機王ジルコニア
特技：ゼピュロス・ストライク
空中戦において最高の速度と最強の戦闘力を誇る音速の機甲騎士。誇り高き武人で忠義心に厚く、ジルコニア王の心情に疑問を抱きながらも、彼に絶対の忠誠を誓っている。
水嶺騎士アクアマリン（すいれいきしアクアマリン）
第2弾 一鬼053 (SR)
POWER：14
名前：アクアマリン<女>
種族：鋼人<機甲騎士>
属性：水、金
武器：光刃クリスタルエッジ
姉妹：電光のトルマリン
特技：トリトーン・ウェイブ
白兵戦において無類の戦闘力を発揮する戦闘型の鋼人。本体に不釣り合いな巨大な四肢は戦闘目的に合わせて換装可能であり、普段は日常生活用の華奢な手足を着用している。姉のことを心から尊敬している。
機甲技師カッツェ（きこうぎしカッツェ）
第1弾 一鬼024
POWER：9
名前：カッツェ<?>
種族：鋼人<機甲技師>
属性：金
特技：カッツェ・ビーム
鉄機から機械技術を伝えるためにやってきた機甲技師。実は鬼龍の内情を探るためのスパイ。意外に身軽で飛行能力もある。実はこれはパワードスーツで胴体内に本体がある。
電光騎士トルマリン（でんこうきしトルマリン）
第2弾 一鬼054 (SR)
POWER：11
名前：トルマリン<女>
種族：鋼人<諜報工作士>
属性：水、金
武器：光銃ライトニングボルト
姉妹：水嶺騎士アクアマリン
特技：ライトニング・ショット
パワードスーツ「カッツェ」に乗り込み、鬼龍でスパイ活動をしていた少女。火牙刀達と触れ合ううちに鉄機王の信条に疑問を抱くようになり、鉄機に反逆して鬼龍に協力するようになる。戦闘型の妹に憧れを持っており、凡庸型の自分に劣等感を抱いている。

紫電のアメジスト（しでんのアメジスト）
第3弾 一鬼061 (SR)
POWER：12
名前：アメジスト<女>
種族：鋼人<王宮秘書>
属性：水、雷
武器：電光薙刀サイバー・ライラック
上司：ジルコニア
特技：ヘカテー・スラッシュ
ジルコニア王に仕える専属秘書で、彼の護衛も務めている。しかしジルコニア王の思想に共感できず、鉄機を裏切ったトルマリンの内通者として彼女に協力していた。
鉄機機甲兵団アイゼンアイン（てっききこうへいだんアイゼンアイン）
第2弾 一鬼055
POWER：9
名前：鉄機機甲兵団アイゼンアイン
種族：鋼人<機甲兵>
武器：機甲銃・ストームライフル
主人：鉄機王ジルコニア
特技：ブリッツ・ストーム
ジルコニア王に仕える鋼人の武装兵団。
建築家ドボクザーク（けんちくかドボクザーク）
第2弾 一鬼056
POWER：2
名前：ドボクザーク<男>
種族：鋼人<建築家>
属性：金
武器：ハイテクスコップ・ブレイク1号
特技：スーパー穴掘りラッシュ
鉄機では有名な建築家。前衛的すぎて一般人には理解しがたい。

### 魔獣
火炎虎（かえんとら）
第1段 一鬼025
POWER：1
名前：火炎虎
種族：魔獣「火炎虎」
属性：火
特技：火炎鞭
武神領に生息する魔獣。
氷結雀（ひょうけつすずめ）
第1段 一鬼026
POWER：1
名前：氷結雀
種族：魔獣「氷結雀」
属性：氷
特技：氷結弾
龍上領に生息する魔獣。
輝石狸（きせきたぬき）
第2段 一鬼033
POWER：3
名前：輝石狸
種族：魔獣「輝石狸」
属性：光
宝物：輝石狸の宝石
特技：七色発光
武神領に生息する魔獣。額の宝石は非常に高価で取引される。
氷結狼（ひょうけつろう）
第2段 一鬼034
POWER：5
名前：氷雪狼
種族：魔獣「氷雪狼」
属性：氷
特技：氷爪斬
伊達領に棲息する魔獣。
シェングリフ
第2段 一鬼042
POWER：6
名前：シェルグリフ
種族：魔獣「シェルグリフ」
属性：風
特技：ゲイル・タロン
天魔西部の山岳地帯に生息する魔獣。
サボッテルン
第2段 一鬼050
POWER：4
名前：サボッテルン<男>
種族：魔獣「サボッテルン」
属性：木
特技：ニードル・シュート
獅童の砂漠地帯に生息する植物型の魔獣。
メタルコアラ
第2段 一鬼057
POWER：2
名前：メタルコアラ
種族：魔獣「メタルコアラ」
属性：金
特技：ビースト・スラッシュ
鉄機の森林地帯に生息する機械生命体型の魔獣。